# Валентиниан III
Флавий Плацидий Валентиниан (на латински: Flavius Placidus Valentinianus) e император на Западната Римска империя от 425 до 455 година.
Валентиниан III е син на Констанций III, съуправител на император Хонорий. Майка му е Гала Плацидия, сестра на Хонорий. Роден е през 419 година. През 425 г., след смъртта на чичо си Хонорий и поражението на узурпатора Йоан, малолетният Валентиниан е провъзгласен за император на Западната империя, от братовчед си, Теодосий II, император на Източната империя.

## Управление
Вместо Валентиниан III държавата управляват майка му Гала Плацидия (до 437 г.) и военният магистър Аеций, който повече от 20 години с успех отразява нашествията на варварите в северните и източните части на империята. Талантлив военачалник и дипломат, той успява да обуздае германските племена в Галия и да ги принуди да служат на римските интереси. През 426/7, 429 и 436 година Аеций провежда успешни кампании срещу вестготите, които нападат Арелат в Южна Галия, през 428 и 431/2 г. побеждава и франките в Северозападна Галия. С помощта на хунски наемници той успява да разгроми кралството на бургундите, в два похода през 435 и 436 г. (тези събития дават по-късно историческата основа на средновековната сага Песен за Нибелунгите).
През 439-440 г. Аеций усмирява келтите в Арморика, потушава въстанието на багаудите в Галия, сключва мир с вестготите и разбива отново франките при река Сома, след което празнува триумф в Рим. В 443 г. е споразумян мир с бургундите, които получават земи като федерати в Секвания и стават част от римската армия, а в 444 г. алани са заселени в различни части на римска Галия.

### Загубата на Африка
Северна Африка и Картаген, от 429 г., са нападнати и в крайна сметка овладени от вандалите, благодарение на враждата между Аеций и наместника на провинцията Бонифаций, който в желанието си да отмъсти на своя съперник сам извиква варварите в провинцията. Само за няколко години вандалите, преминали от испанската област Андалусия, завоюват повечето от римска Африка, включително и Картаген, без да срещнат силна съпротива. Загубени са Африканските провинции, житницата на Рим.
Самият Бонифаций, който впрочем успява да се оправдае пред императрицата-регент Гала Плацидия, скоро е реабилитиран, само за да започне нова гражданска война за надмощие срещу Аеций. В битката при Равена от 432 г. Аеций търпи поражение от войските на Бонифаций, който обаче е ранен смъртоносно и скоро умира, без да успее да се възползва от победата си. Избягалият в Илирия Аеций търси подкрепата на хуните и се завръща в Италия през 433 г., възвръщайки предишното си положение на Magister militum. В 437 г. Гала Плацидия е принудена да се откаже от регентската си власт, оставяйки на Аеций контрола над Западната империя и над вече пълнолетния, но неспособен император, отдаден предимно на развлечения и религиозни занимания.
През 435 г. е сключено временно примирие с вандалския крал Гейзерик, а по-късно предприетата съвместна експедиция заедно с Източната империя срещу вандалите, не постига успех (439-441 г.) и те властват там през следващите сто години. През 442 г. отново е споразумян мир, а по-късно и съюз (445 г.) с Вандалското кралство в Африка; Евдокия, дъщеря на император Валентиниан III е омъжена за синът на вандалския крал.

### Войната с хуните
През 450 г. вождът на хуните, Атила, пренасочва експанзията си от Източната към Западната империя, след като Хонория, сестрата на император Валентиниан III, затворена в манастир заради прелюбодеяние, изпраща тайно послание на хунския вожд Атила с предложение за женитба. Съгласно условията Атила има правото да претендира за половината земи на Западната империя като зестра. Така личните неразбирателства и интригите за пореден път се оказват пагубни за съдбата на империята.
В средата на 5 век хуните стават основната заплаха за Западната империя и вече безпокоят с нашествия както Италия, така и съюзните федерати в Галия и Панония. В началото на 451 г. многочислените орди на Атила пресичат р. Рейн и нахлуват в Галия. Аеций успява да създаде коалиция между Рим, вестготите, аланите, франките и др. срещу техния общ противник - хуните, поддържани от алемани, остготи, гепиди и др. На 20 юни 451 г. в битката при Каталунските полета, в североизточна Галия, римски и готски войски водени от Аеций постигат победа над хуните и техните съюзници водени от Атила. Загубите и от двете страни са значителни – жертвите достигат вероятно около сто хиляди.
Въпреки решаващата победа, Аеций, следвайки свои политически съображения, позволява на Атила и остатъците от армията му да се спасят с бягство. Евентуалната гибел на хунския вожд би довела до разпадане на империята му, в резултат на което общата заплаха би изчезнала, а готите и другите варварски съюзници скоро отново биха се обърнали срещу Рим.
В следващата 452 година хуните с подновени сили навлизат в незащитената Италия, което принуждава императора да напусне резиденцията си в Равена. Аеций няма време и възможност да събере достатъчно воини, тъй като съюза с вестготите вече се е разпаднал. Нашествениците все пак биват посрещнати от папа Лъв I, който убеждава Атила да се оттегли, според преданието, с намесата на божествена сила. Всъщност Атила най-вероятно е получил известен откуп, а и е искал да избегне разразилата се епидемия от малария.

### Край на управлението
Огромните заслуги на Флавий Аеций, победителя на Атила, бездарният и слабохарактерен Валентиниан възнаградил като, в пристъп на завист и подозрителност, собственоръчно убил гениалния си пълководец (454 година). Вече в следващата година Валентиниан бил убит от патриция Петроний Максим, честолюбието на който не било в достатъчна степен удовлетворено от императора.
След гибелта на Валентиниан III, падението на Западната Римска империя става необратимо. В годината на смъртта му, Рим е разграбен от вандалите, а Петроний Максим скоро последвал своя предшественик. В продължение на двадесет години го наследили редица императори, управлявали кратко, които все повече губели контрол над империята. Този период завършва с детронирането на последния римски император Ромул Августул през 476 година от германския крал Одоакър.

## Семейство
Валентиниан е женен от 437 г. за своята родственица Лициния Евдоксия, дъщеря на Теодосий II. Има две дъщери - Евдокия и Плацидия, които след превземането на Рим от вандалите през 455 г., са държани в плен в Картаген.

## Вижте други
- Аеций
- Битка на Каталаунските полета
- Превземане на Рим (455)